# Omer Damari
Omer Damari (hebräisch עומר דמארי; * 24. März 1989 in Rischon LeZion) ist ein israelischer ehemaliger Fußballspieler auf der Position eines Stürmers.

## Karriere

### Verein
Omer Damari wurde in der Jugend von Maccabi Petach Tikwa ausgebildet und debütierte am 21. November 2006 im Ligapokal gegen MS Aschdod für die Profimannschaft. Nach fünf absolvierten Spielzeiten für Maccabi Petach Tikwa konnte er in 118 Ligaspielen 29 Tore vorweisen. Im Juli 2011 wechselte er für eine Ablösesumme von 1,5 Millionen Euro zum Ligakonkurrenten Hapoel Tel Aviv, wo er einen Fünf-Jahres-Vertrag unterschrieb, der eine Ausstiegsklausel in Höhe von drei Millionen Euro beinhaltete. In Tel Aviv stieg er schnell zum Leistungsträger auf. Er gewann mit Hapoel den israelischen Pokal 2012 und wurde in der Spielzeit 2013/14 mit 26 Toren Zweiter in der Torschützenliste, hinter Eran Zahavi von Maccabi Tel Aviv (29 Tore).
Am 30. Juli 2014 gab der österreichische Klub FK Austria Wien die Verpflichtung Damaris bekannt. Hier unterzeichnete er einen bis zum Juli 2018 datierten Vertrag. Gleich in seinem ersten Ligaspiel für die Austria erzielte er den 1:0-Führungstreffer gegen den SC Wiener Neustadt (2:2). Im Heimspiel gegen die SV Ried (3:1) knapp einen Monat später traf er gleich doppelt. Im Gastspiel beim amtierenden Meister FC Red Bull Salzburg erzielte Damari in der 88. Minute den 3:2-Siegtreffer für seine Mannschaft.
Im Januar 2015 unterzeichnete er einen Dreieinhalb-Jahres-Vertrag beim deutschen Zweitligisten RB Leipzig. Nach einer enttäuschenden Rückrunde wurde er im Juni 2015 an Schwesternklub FC Red Bull Salzburg verliehen. Der Leihvertrag lief ein Jahr. Von August bis Ende 2016 wurde Damari an die New York Red Bulls verliehen. Anfang Januar 2017 wurde erneut verliehen, diesmal für anderthalb Jahre an den israelischen Erstligisten Maccabi Haifa.
Zur Spielzeit 2018/19 kehrte Damari fest zu Hapoel Tel Aviv zurück. Im August 2020 vereinslos geworden, erklärte er fast ein Jahr später sein Karriereende.

### Nationalmannschaft
Nachdem Damari schon für die israelische U17-, U18-, U19- sowie für die U21-Nationalmannschaft spielte, debütierte er am 17. November 2010 in der A-Nationalmannschaft beim 3:2-Sieg über Island. Innerhalb der ersten 14 Minuten erzielte er zwei Treffer und brachte seine Mannschaft dadurch mit 2:0 in Führung. Des Weiteren traf er jeweils einmal in Freundschaftsspielen gegen Honduras und Belarus. Damari bestritt bis 2015 20 Länderspiele für sein Heimatland und erzielte neun Tore.

## Titel und Erfolge
Hapoel Tel Aviv
- Israelischer Pokalsieger: 2012

FC Red Bull Salzburg
- Österreichischer Meister: 2016
- Österreichischer Cupsieger: 2016